# Euxoa rena
Euxoa rena là một loài bướm đêm trong họ Noctuidae.